# 열효율
열효율(thermal efficiency, {\displaystyle \eta _{\rm {th}}})은 내연기관, 증기터빈, 증기기관, 보일러, 요로, 냉장고, 공기조화기 등 열에너지를 사용하는 기기의 무차원량 정도의 측정이다.
열기관의 경우 열효율성은 순수 출력 대비 열 입력 비율이다. 열펌프의 경우 열효율(성능 계수라고 함)은 순수 열 출력(가열 시) 또는 제거된 순수 열(냉각 시) 대비 에너지 입력 비율이다.

## 개요
일반적으로 에너지 보존 효율은 에너지 용어로 말하자면 유용한 장치 출력과 입력 사이의 비율이다. 열효율의 경우 장치에 대한 입력 {\displaystyle Q_{\rm {in}}}은 열 또는 소비되는 연료의 열 내용물이다. 얻고자 하는 출력은 기계적 일 {\displaystyle W_{\rm {out}}} 또는 열 {\displaystyle Q_{\rm {out}}} 또는 그 둘일 가능성이 있다. 입력 열이 보통 실질적인 재정적 비용이기 때문에 기억하기 쉬운 일반적인 열 효율 정의는 다음과 같다.
{\displaystyle \eta _{\rm {th}}\equiv {\frac {\text{benefit}}{\text{cost}}}.}

## 같이 보기
- 에너지 효율